# Dipoena josephus
Dipoena josephus är en spindelart som beskrevs av Claude Lévi 1953. Dipoena josephus ingår i släktet Dipoena och familjen klotspindlar. Inga underarter finns listade i Catalogue of Life.